# Borša
Pour les articles homonymes, voir Borşa.
Borša (hongrois : Borsi) est un village de Slovaquie situé dans la région de Košice.

## Histoire
La première mention écrite du village date de 1221.
La localité fut annexée par la Hongrie après le premier arbitrage de Vienne le 2 novembre 1938. En 1938, on comptait 1122 habitants dont 11 d'origine juive. Elle faisait partie du district de Sátoraljaújhely (hongrois : Sátoraljaújhelyi járás). Le nom de la localité avant la Seconde Guerre mondiale était Borša/Borsi. Durant la période 1938 -1945, le nom hongrois Borsi était d'usage. À la libération, la commune a été réintégrée dans la Tchécoslovaquie reconstituée.
Le village a subi une inondation le 16 mai 2010.

## Démographie

### Évolution de la population
| Année:               | 1994. | 2004.   | 2014.   | 2024.   |
| -------------------- | ----- | ------- | ------- | ------- |
| Nombre de personnes: | 1380  | 1253    | 1183    | 1119    |
| Différence:          |       | -9,20 % | -5,58 % | -5,40 % |

| Année:               | 2023. | 2024.   |
| -------------------- | ----- | ------- |
| Nombre de personnes: | 1129  | 1119    |
| Différence:          |       | -0,88 % |

## Patrimoine
Un château ayant appartenu à François II Rákóczi est en cours de rénovation et propose une petite exposition sur l'histoire du château et de François II Rákóczi.

## Transport
Le village possède une gare sur la ligne de chemin de fer 190 entre Košice et Čierna nad Tisou.